# Giovanni Maria Allodi
Giovanni Maria Allodi (Parma, 5 ottobre 1802 – Parma, 13 aprile 1884) è stato un religioso, teologo e storiografo italiano.

## Biografia
Dopo aver frequentato il locale Seminario, Giovanni Maria Allodi divenne sacerdote, arrivando in seguito a ricoprire in ambito diocesano il ruolo di arcidiacono del Capitolo della Cattedrale di Parma e di Archivista capitolare, incarico da cui poté trarre ispirazione, consentendogli tale compito un'assidua consultazione di importanti e preziose fonti archivistiche. Oltre che alla vita consacrata, Allodi si dedicò infatti anche a studi storici e teologici. Egli fu dapprima e per decenni Lettore di Teologia, in seguito fu nominato professore di Teologia morale e dogmatica presso l'Ateneo parmense. Considerato uno dei migliori latinisti del tempo, curò nel 1853 un'edizione dell'Opera omnia dell'Aquinate, condotta su quella edita in Francia nel 1843 da Jacques Paul Migne. Il suo nome rimane tuttavia legato alla monumentale opera in due volumi dedicata alla storia della Chiesa di Parma, con riferimento alla cronotassi episcopale dalle origini fino all'Ottocento.

## Opere
- G.M. Allodi, De immaculato B. Mariae Virginis conceptu auspicatissimo fidei nostrae dogmate a Pio IX pont. opt. max. novissime definito dissertatio theologica, editori Rossi-Ubaldi, Parma 1857
- G.M. Allodi, Tractatus de mysterio incarnationis Verbi divini: ad usum studiosae juventutis, Fiaccadori, Parma 1840
- G.M. Allodi, Serie cronologica dei vescovi di Parma con alcuni cenni sui principali avvenimenti civili, Fiaccadori, Parma 1857